# Hof (Isen)

Hof 1

Hof ist ein Gemeindeteil des Marktes Isen im oberbayerischen Landkreis Erding. 

## Lage
Die Einöde Hof liegt 3,6 Kilometer südöstlich des Marktplatzes von Isen am westlichen Ortsrand von Loiperstett in der Gemarkung Schnaupping.

## Bevölkerung
Im Mai 1987 lebten in Hof sechs Einwohner in einem Wohngebäude.